# Kartagina (mesto)
Kartagina (latinsko Karthago, Carthago, starogrško Καρχηδών, Karchēdṓn, etruščansko Karθazie; iz   Qart-Ḥadašt (novo mesto) 'novi Tir'; arabsko قرطاج) je bilo veliko mesto v Severni Afriki blizu današnjega Tunisa v Tuniziji. V antičnih časih je bila Kartagina sprva glavno mesto enako poimenovane pomorske in trgovske sile. Prebivalce Kartagine so Rimljani imenovali Punci (izvirajo iz Feničanov). Po uničenju Kartagine s strani Rimljanov je Kartažanski imperij padel v 2. stoletju pr. n. št. pod Rimsko cesarstvo; Kartagina je bila ponovno ustanovljena pod vodstvom Gaja Ilija Cezarja in kmalu znova vstala in postala pomembno mesto. Šele s koncem antike se je pomen kraja končal.
Danes je Kartagina (arabsko قرطاج Qartādsch, DMG Qarṭāǧ) predmestje Tunisa. Arheološko najdišče Kartagina je bilo leta 1979 vpisano na seznam Unescove svetovne dediščine in je turistična znamenitost.

## Geografija
Kartagina leži na afriški sredozemski obali, približno deset kilometrov vzhodno od današnjega Tunisa v severni Tuniziji. Kartagina je bila na najpomembnejši feničanski trgovski poti med Levantom in Gibraltarjem. Lokacija ob Sicilski ožini je omogočala nadzor nad pomorsko trgovino v Sredozemlju. To je bil glavni razlog za gospodarsko in vojaško prevlado mesta. Hkrati je obstajala povezava s Sicilije s Tirenskim morjem in območjem severnega Sredozemlja.
Mesto samo je ležalo na polotoku, ki na vzhodu meji na Tuniški zaliv, na severu je laguna Sebkhet Ariana in na jugu Tuniško jezero. Lokacija je bila strateško ugodna, ker je olajšala obrambo mesta na kopnem. Grič Byrsa je bil središče tako punske kot rimske Kartagine. Severno od dejanskega mestnega območja, vendar še vedno znotraj obzidja, je bilo v starih časih kmetijsko območje Megara.

## Zgodovina
To poglavje zajema zgodovino mesta Kartagina.

### Ustanovitev
Kartagina je bila ustanovljena v 9. ali 8. stoletju pr. n. št. Ustanovili so jo feničanski naseljenci iz Tira. V nasprotju s starejšo kolonijo Utica ('Staro (mesto)') so mesto imenovali Novo mesto', Qart-Hadašt. Dionizij iz Halikarnasa ustanavljanje Kartagine datira v leto 814 pr. n. št. Najstarejše arheološke najdbe lahko zasledimo v drugi polovici 8. stoletja pr. n. št..
Samo zgodovinar Junian Justin imenuje ustanovitev Kartagine v povezavi z Eliso (Didona med Rimljani), punsko Išt. Elisa naj bi bila hči Mutta, kralja Tira. Medtem ko je bežala pred preganjanjem brata Pigmaliona, je prek Cipra prišla v Tuniški zaliv. Lokalni poglavar ji je obljubil toliko zemlje, kolikor bi jo lahko zaobjela s kravjo kožo. Elisa je nato kravjo kožo razrezala na tanke trakove, jih sestavila in lahko označila velik kos zemlje. Ta obalni pas je tvoril Byrso, jedro Kartagine. Po ustanovitvi Kartagine se je Elissa žrtvovala piro, da bi zagotovila blaginjo mesta.
Ime "Išt" (Elisa) je v punski onomastiki večkrat potrjeno, čeprav njegov pomen 'aktivni' ni z gotovostjo pojasnjen in da ženska, ki je vodila tako daljnosežno odpravo, ne ustreza takratnim okoliščinam in zato ni preveč verodostojna. Tusi obstoj kulta Elise je sporen. Tudi prejšnji pobeg ima legendarne poteze. Nadaljnje podrobnosti zgodbe temeljijo na grški ljudski etimologiji. Vsekakor je treba »Justinov vir« oceniti kot ne preveč zanesljiv. Za ustanovitev Kartagine ni zanesljivih dokazov. Spremenjeno obliko te legende najdemo v Vergilijevi Eneidi.

### Punsko obdobje
Kartagina je bila prvi dve stoletji svojega obstoja odvisna od svojega matičnega mesta, Tira; to pomeni, da je matičnemu mestu nenehno plačevala davke. Ko so feničansko domovino leta 539 pr. n. št. osvojili Perzijci, se je Kartagina otresla tirskega vpliva. V naslednjih letih se je razvila v pomembno pomorsko in trgovsko silo ter ustanovila kolonije na Siciliji, Sardiniji, Korziki, Balearskih otokih, na severnoafriški obali in na južni sredozemski obali Španije. Dolgotrajni konflikti med perzijskimi vojnami 5. in 4. stoletju pr. n. št., ko je bila Kartagina perzijska zaveznica z grškimi kolonijami, zlasti Sirakuzami in od ustanovitve tudi z Nikajo (Nica), ni zmanjšalo njenega vzpona. V tem času je bila Kartagina izpostavljena močnemu vplivu grške kulture, vendar se je povezala z Etruščani in Perzijci. Med perzijskimi vojnami sta se dogodka zgodovinskega pomena v zahodnem Sredozemlju odražala v vzhodnem Sredozemlju:
- 540 pr. n. št. pomorska bitka pri Alaliji na vzhodni obali Korzike. Etruščani in Kartažani premagajo grške naseljence iz Fokaje (svoje matično mesto so Perzijci izgubili leta 545 pr. n. št.).
- 474 pr. n. št. pomorska bitka pri Kumi. Grki pod vodstvom Hierona I. Sirakuškega premagajo zavezniško etruščansko-kartažansko floto (šest let prej, 480 pr. n. št., so Atene v pomorski bitki pri Salamini premagale Perzijce).

Mesto je uspevalo z razcvetom pomorske trgovine. V 4. in 3. stoletju pr. n. št. je Kartagina  postala najbogatejše mesto v sredozemski regiji. V mestu je živelo 400.000 ljudi, še 100.000 jih je živelo na sosednjem kmetijskem območju Megare.
Tri punske vojne proti nastajajočemu Rimskemu cesarstvu so na koncu privedle do propada Kartagine. Druga od teh vojn pa je prek kartažanskega generala Hanibala resno ogrozila Rim.

### Rimsko obdobje
Po treh letih obleganja so leta 146 pr. n. št., ob koncu tretje punske vojne, Rimljani pod vodstvom Scipiona Aemiliana osvojili Kartagino. Branitelji pod Hasdrubalom so se močno upirali. Med šestdnevnim osvajanjem so rimske čete izropale in uničile velik del mesta, tako da so ga zažgale. 50.000 preživelih prebivalcev se je nato predalo Rimljanom in bilo prodano v suženjstvo. Po znameniti prišnji Katona starejšega, večinoma reproducirana kot Ceterum censeo Carthaginem esse delendam ('Mimogrede, mislim, da je treba Kartagino uničiti'), je bilo preostalo mesto, vključno z gradom (Byrsa), nato sistematično porušeno do temeljnih zidov. Legenda, da je bila na zemljo Kartagine posuta sol, da bi območje postalo sterilno, pa izvira iz 19. stoletja in je starodavni viri ne opisujejo. Vendar pa je urbano območje stoletje ležalo prašno. V uničenju so bili izločeni kulturni dosežki. Dokumenti, ki niso bili uničeni, so bili dani zavezniškim numidijskim knezom. Magovo delo o kmetijstvu je bilo po naročilu rimskega senata prevedeno v latinščino in je bilo morda delno uporabljeno v kasnejših rimskih opisih kmetijstva.
Leta 122 pr. n. št. je med svojo socialno politiko reformator Gaj Sempronij Grakh poskušal ponovno vzpostaviti Kartagino kot Colonia Junonia Carthago. Vendar je naletel na odpor senata. Po Grakhovi nasilni smrti so projekt spet opustili. Navsezadnje je bil Julij Cezar tisti, ki mu je Kartagina dolgovala vstajenje. Po njegovi zmagi nad Pompejem leta 46 pr. n. št. se je Cezar odločil za obnovo Kartagine. Ta projekt je bil realiziran šele pod Avgustom, 29. pr. n. št.. V Kartagino se je naselilo 3000 naseljencev. Mesto se je zdaj imenovalo Colonia Iulia Concordia Carthago. Veliki deli ostankov stavb, ki so do takrat ostali na tleh, so bili nepovratno uničeni, zlasti zaradi odstranitve hriba Byrsa.
Rimski guverner, senatorski prokonzul province Africa Proconsularis, je prebival v Kartagini; to delovno mesto je bilo tudi eno najprestižnejših v celotnem cesarstvu. Prišlo je do hitrega vzpona, zlasti zaradi trgovine z žitom in lončenino. Kartagina je bila v 2. stoletju za Rimom, Aleksandrijo in Antiohijo četrto največje mesto Rimskega cesarstva z več kot 300.000 prebivalci. Leta 238 so uporniki proglasili Gordijana I. za proticesarja - upor je bil utišan, vendar je za cesarja Maksimina Tračana označil začetek konca.
Kartagina je bila središče zgodnjega krščanstva v severni Afriki. Že v 2. stoletju je bila tukaj velika krščanska skupnost; mesto je bilo zaradi svoje velikosti ob Rimu najpomembnejše škofovstvo v zahodni polovici cesarstva. Dejanja silitanskih mučenikov, ki so bili usmrčeni v Kartagini leta 180, so najstarejši krščanski dokument v latinščini. Leta 203 sta svetnici Felicita in Perpetua umrli v areni v Kartagini. Pomembni cerkveni očetje, kot sta Tertulijan in Ciprijan, so delali v Kartagini in oblikovali krščansko literaturo v latinščini. V času škofovanja (248–258) je Ciprijan lahko s številnimi sinodami afriških škofov ustanovil krščansko skupnost v Kartagini kot vodilno skupnost v afriški provinci, katere avtoriteta je sevala tudi v Španijo, Galijo in Italijo. Celo tekmoval je z rimskim škofom, vendar ga na koncu ni mogel premagati. Hkrati se je povečalo preganjanje kristjanov: Ciprijan, ki je leta 250 pobegnil pred preganjalci, je leta 258 demonstrativno umrl kot mučenec.

### Poznoantična in islamska širitev
V 4. stoletju je Kartagina izgubila nekaj pomembnosti, vendar je ostala cvetoča metropola, saj je bila Afrika še naprej najpomembnejši dobavitelj žita mestu Rim. Proti koncu 4. stoletja je v Kartagini študiral cerkveni oče Avguštin iz Hipona. Poveljnik tamkajšnjih rimskih vojakov, comes Africae, je imel pomemben položaj moči, saj je z nadzorom oskrbe z žitom lahko pritiskal na Italijo. V letih okoli 400 so poveljniki Gildo, Heraklijan in Bonifacij drug za drugim vstali proti zahodno rimski vladi v Kartagini. Prav ta strateški in tudi gospodarski pomen mesta je vzbudil želje germanskih vojaških voditeljev. Medtem ko sta oba vizigotska voditelja Alarik I. in Ataulf neuspešno poskušala prestopiti v Afriko, je Geiserich končno uspel.
Leta 439 je Kartagino osvojilo združenje bojevnikov Vandalov, ki je pod vodstvom rex Geisericha leta 429 že prešlo iz Španije v Severno Afriko med tako imenovanim preseljevanjem ljudstev in končno osvojilo celotno provinco Afriko. Ni dokazov o večjem uničenju v zvezi z osvajanjem Vandalov v Kartagini; ostala je tudi visoka šola. Geiserich je bogato območje uporabljal kot oskrbovalno bazo za svoje može, od tod ogrožal številna območja zahodnega Rima in večkrat poskušal izsiljevati cesarsko vlado v Italiji. Obsežni poskus zahodnih in vzhodnih rimskih čet za povrnitev območja leta 468 ni uspel. Leta 474 je cesar Zenon Geiserichu priznal vladavino Afrike, četudi je to območje formalno ostalo del Imperium Romanum. Kartagina je bila glavno mesto vandalskega cesarstva, dokler ga leta 533/534 niso zavzele vzhodno rimske čete pod poveljstvom Belizarja.
V naslednjem obdobju je bila Kartagina sedež vzhodnorimskega guvernerja, pretorijanskega prefekta in poveljnika vojske ter sedež uprave za cesarsko severno Afriko, ki je bila nato okoli 590 v času carja Mavricija reorganizirana kot kartažanski eksarhat. Tudi severnoafriška cerkev je že leta 535 dosegla obnovo svojih starih privilegijev, cesar Justinijan I. pa je leta 534 ustanovil devet profesorur: pet za medicino in dve za latinsko retoriko in slovnico. Razcveta Kartagine je bilo konec, vendar lahko opazimo določen ponovni razcvet okoli leta 600: številne stavbe v središču so bile obnovljene, hkrati pa se je naseljeno mestno območje skrčilo. Cesar Heraklij (610–641) je na oblast prišel z državnim udarom očeta, kartažanskega eksarha, proti Foki in na kratko razmišljal, da bi prestolnico cesarstva iz Konstantinopla preselil v Kartagino zaradi grožnje perzijskih Sasanidov in Avarov.
Pomembna arheološka najdba je poznoantični Kartažanski zaklad.
Od 647 dalje so Arabci v okviru islamske širitve napredovali tudi v Severno Afriko. Odpadniški cesarski eksarh Gregorij, odrezan od oskrbe matične države, je po kratkem odporu podlegel mogočni arabski oblasti, ki je kmalu ustanovila provinco Ifrikija (arabsko إفريقية) s prestolnico Kairouan. Močno utrjena Kartagina je pod napadalcem padla šele leta 698 po bizantinskem porazu v bitki pri Kartagini, ko so jo uničili Arabci. To je končalo pozno antiko v Afriki. Od takrat je bližnje mesto Tunis prevzelo vlogo upravnega središča. Ruševine Kartagine so stoletja služile kot kamnolom za zgradbe v Tunisu, Kairouanu, Soussu in drugih arabskih mestih.

## Politični sistem Kartagine v punskem obdobju

### Ustava
Znanje o ustavi Kartagine temelji poleg punske epigrafije na antičnih avtorjih Aristotelu, Polibiju, Diodorju Sicilkem, Liviju in Justinu. Aristotel v svojem političnem delu Politika preučuje različne obstoječe oblike vladanja, vključno s kartažansko. Aristotel primerja kartažansko ustavo z ustavo Šparte in izraža tako pohvale kot kritike kartažanske državne strukture. Ena težava pri rekonstrukciji kartažanske državne ustave je ta, da so državni uradi v latinskih in grških virih pogosto netočno označeni.
Najprej so bili na čelu Kartagine kralji po vzoru matičnega mesta Tira. Kasneje je bila kartažanska država oligarhija z demokratičnimi elementi, podobna Rimski republiki.
Na čelu kartažanske skupnosti sta stala dva sufeta, ki so jih rimski in grški avtorji imenovali 'kralji' in so bili vsako leto ponovno izvoljeni. Njihova vloga je približno ustrezala vlogi rimskih konzulov ali beneških dožev. Vodili so magistrat, kamor so spadale druge pisarne, na primer pisarna 'velikih' (punsko rab, po možnosti odgovorni za državne finance) in njihov generalni urad. Najpomembnejše politično telo je bil senat, ki je moral odločati o političnih vprašanjih. Vodil ga je odbor 30 senatorjev. Dodatno izvoljeno sodniški tribunal je sestavljalo 100 senatorjev in je deloval kot najvišje sodišče. Bil je tudi ljudski zbor, v katerem so bili vsi državljani upravičeni do glasovanja.

### Uprava
Mesto-država Kartagina je vladalo velikemu imperiju v zahodnem Sredozemlju. Prebivalci Kartagine so osvojenim območjem podelili sorazmerno veliko avtonomijo in se omejili na upravo, pobiranje davkov in novačenje oboroženih sil. Območja, ki so jih nadzorovali Kartažani, so bila razdeljena na upravna okrožja, ki so jih nadzorovali uradniki. Starim feničanskim mestom, kot so Utika in grške kolonije na Siciliji, je bilo dovoljeno, da obdržijo svoje lokalne uprave.

### Vojaštvo
Kartažansko vojsko so prvotno sestavljali prebivalci samega mesta, z razširitvijo države pa je vedno večji delež vojakov prihajal iz podjarmljenih narodov ali zaveznikov in nazadnje plačancev. Borci so bili rekrutirani predvsem iz Numidijcev, Ibercev, Libijcev, Elimov in Sikulov, pa tudi Sardincev, Italskih narodov, Keltov in Grkov.
Kartažani so različna ljudstva uporabljali v skladu s svojim tipičnim slogom bojevanja. Dobri primeri so Numidijci, ki so služili kot lahka konjenica in prebivalci Balearskih otokov, ki so bili izvrstni pračarji. Ustreznim kontingentom so poveljevali kartažanski častniki, včasih pa so ostali pod poveljstvom svojih voditeljev.
Kartažani so večinoma služili v mornarici, obstajali pa so tudi kopenski vojaki, ki so jih sestavljali sami Kartažani. Osrednja enota teh združenj je bila tako imenovana Sveta množica (starogrško ἱερὸς λόχος hieros lochos), elitna sila z 2500 moškimi, ki je menda služila tudi kot nekakšna oficirska šola, iz katere so bili nato rekrutirani vojaški voditelji nekartažanskih enot. Poleg te enote so bile v neznatnem številu tudi druge kopenske čete. Šele v drugi punski vojni so v Hanibalovi vojski prevladovale enote zaveznikov in plačancev.

#### Vojska
V kartažanski vojski je obstajal nekakšen vojaški zbor, podoben, a drugačen kot vojaški zbor Makedoncev. Po smrti njihovega generala je tak vojaški zbor med častniki izvolil naslednika. Volitve so postale dokončne šele, če jih je potrdil ljudski zbor v Kartagini.
Kartažanski generali in visoki častniki so prihajali iz vodilnih družin v mestu in večkrat oblikovali redne vojaške rodbine, v katerih so tudi sinovi postali generali. Običajno je poveljnike volil ljudski zbor. Odnos Kartagine do svojih generalov je bil ambivalenten. Po porazu ali neuspehu se je zgodilo, da je bil general usmrčen. Prav tako je bil bistveno močnejši nadzor države nad vojsko kot v drugih primerljivih državah tistega časa. Po koncu kampanje so morali visoki častniki strogo poročati svetu štiriinštiridesetih. V času same kampanje pa je bil general oproščen kakršnih koli običajnih pravic in mu je bilo dovoljeno, da je deloval svobodno.
Vsak vrhovni poveljnik je lahko poljubno imenoval podrejene poveljnike in nižje častnike. Pri tujih enotah, zlasti pri zavezniških, so bili navadni častniki skoraj vedno iz vrst teh ljudstev.
Za kartažansko vojsko je bila dolgo časa značilna neka zaostalost. Na primer v vojnah na Siciliji so se še dolgo uporabljali vozovi, ko jih nikjer drugje že zdavnaj niso več uporabljali. Oborožitev in organizacija se vedno zdita zaostala. Tu preseneča veliko število epidemij, ki so prizadevale kartažanske vojake, kar odpira vprašanje organizacije in higiene taborišč. Kopenska vojska se je samo modernizirala v bitkah proti Piru. Znameniti kartažanski vojni sloni so bili predstavljeni šele v tem času.
Jedro kartažanske vojske je bila dosledno falanga po grškem vzoru. Falango so v času prve punske vojne modernizirali grški vojaški svetovalci, ki so kot plačanci reorganizirali oborožene sile po vzoru diadohijskih imperijev. V vojni proti Rimljanom pa so falango vse bolj dopolnjevali z lahkimi četami, dokler je v drugi punski vojni morda celo niso opustili.

#### Konjenica
Kartažanska konjenica je postala pomembna šele po prvi punski vojni, pred tem pa je igrala le manjšo vlogo. Vse večje enote numidijske in iberske konjenice so razporedili Barkidi. Šele v drugi punski vojni je kartažanska konjenica postala glavna vojaška sila.

#### Mornarica
Kartažanska mornarica je bila sestavljena iz precejšnjega števila vojnih galej. Ladje so bile redno posodabljane, razvili pa so tudi svoje nove vrste ladij. Na začetku je bila trirema standardna vojaška ladja s tremi nivoji krmila in enim človekom na vsakem krmilu, nato pa so razvili kvadriremo kot nov tip ladje. Število krmil je bilo zopet znižano na dve in pri vsakem veslu sta bila zaposlena dva moška. Podobno je bila zelo hitro sprejeta in izboljšana tudi kvinkerema, ki so jo razvili Grki.
Tipična kartažanska vojaška ladja je bila dolga med 35 in 45 m in široka od 5 do 6 m. Posadka kvinkvereme je imela približno 300 mož. Kartažani so se v bitki na morju močno zanašali na nabijanje sovražnih ladij, zato so na krovu uporabljali manj marincev, zaradi česar so bile ladje hitrejše zaradi manjše obremenitve, hkrati pa tudi bolj dovzetne za vkrcanje.
Kartažani so uporabili suhe doke, ki so jih izumili Feničani in ladje potegnili v posebne ladijske lope v znanem krožnem vojnem pristanišču v Kartagini. Iz števila tam razpoložljivih privezov je mogoče razbrati floto okoli 350 vojnih ladij, kar bi posledično zahtevalo posadko s približno 100.000 moškimi. Z razširitvijo kartažanske države vzdolž obal je morala flota sčasoma naraščati, kar je vse več državljanov umikalo iz vojske, da so lahko upravljali ladje.
Posebnost kartažanskega ladjedelništva je bila množična proizvodnja ladij v kratkem času, kar je bilo mogoče z uporabo montažnih delov in standardizacijo teh delov. Rimljani so to oblikovno značilnost prevzeli od Kartažanov in so lahko v kratkem času postavili tudi velike flote.